# Iora verda
La iora verda (Aegithina viridissima) és una espècie d'ocell de la família dels egitàlids (Aegithalidae)

## Hàbitat i distribució
Habita els boscos del sud de Myanmar, zona peninsular de Tailàndia, Malaia, Sumatra, Borneo i petites illes properes.